# Пилат, Тадеуш Зигмунт
Тадеуш Зигмунт Пилат (пол. Tadeusz Zygmunt Pilat; 8 сентября 1844, Гумниска возле Тарнува — 9 января 1923, Львов) — польский юрист, специалист в административном праве, профессор и ректор Львовского университета (1886/1887), член Галицкого сейма, член Академии наук в Кракове (позже Польская академия наук). Отец Станислава, химика, профессора Львовской политехники, убитого нацистами в группе ученых в 1941 году в Львове.

## Биография
Сын Станислава Пилата (писателя, педагога, автора дневников) и Радольфины из Гнатовских, брат Романа (историка литературы, профессора Львовского университета) и Владислава (экономиста и социолога, а также профессора Львовского университета). Учился в средней школе во Львове (до 1862), с 1862 до 1867 изучал право во Львовском университете.
С 1872 г. профессор права и статистики Львовского университета (1886/1887 ректор); в 1867 году, получил степень доктора права на основании труда «Zdania ze всех umiejętności prawniczych i politycznych». После окончания школы устроился на работу в администрации наместничества во Львове (до 1872). В 1869 году был ассистентом профессора на кафедре социальной экономики Львовского университета. Получил нострификацию по административному праву (1870) и по статистике (дополнил студии в Прусской школе статистики в Берлине) (1871).
В 1872 году назначен адъюнктом профессора Львовского университета, работал на кафедре статистики и науки администрации; в 1878 году получил должность профессора. Исполнял обязанности декана факультета права и администрации (четырехкратно: 1880/1881, 1884/1885, 1889/1890, 1900/1901), ректора (1886/1887), проректора (1887/1888).
В 1908 году получил австрийское дворянство второй степени (титул «Ritter»).
В 1876-1914 годах — член сейма, где был одним из лидеров политической группы так называемых Афинян. В течение нескольких десятилетий (1874-1920) руководил Национальным Департаментом Статистики во Львове, а в 1901-1920 годах был вице-спикером Национального департамента. В 1888 году назначен член-корреспондентом Краковской академии наук. Долгое время был членом Совета (1874-1902) и вице-президентом (1894-1902) Галицкой экономической Ассоциации, член-корреспондентом Центральной Статистической комиссии в Вене (с 1876), действительным членом Научного общества во Львове (с 1920 года).
Тадеуш Пилат занимался административным правом и статистикой. Готовил проекты административных реформ, в том числе тех, что касались права принадлежности к гмине, местного самоуправления, борьбы против ростовщичества, деятельности медицинской службы, права голоса. Внедрял выгодные формы кредита для села. Анализируя причины, которые тормозят развитие сельскохозяйственного производства в Галичине, указал на неблагоприятные условия на железнодорожном транспорте и высокие тарифы.
Редактор журнала «Wiadomości statystyczne o stosunkach krajowych» (1873-1918, 11 томов), «Podręcznik statystyki Galicji» (1900-1913), с 1892 издатель журнала «Rolnik». Его публикации и до сих пор используют в исследованиях экономического развития Галичины (статистические таблицы общинных отношений в Галиции в 1877).
Его учениками были: Мауриций Ярошинский и Станислав Стажинский.

### Награды
- Орден Железной короны III класса
- Командорский крест ордена Франца Иосифа (1902)[1]

## Работы
- O metodach zbierania dat do statystyki żniw (1871)
- O miejskich biurach statystycznych (1871)
- Skład reprezentacyi gminnych w miastach i miasteczkach galicyjskich (1874)
- Statystyczne przedstawienie ustroju powiatowego Galicyi i ostatnie wybory do rad powiatowych (1874)
- Stan gminnych kas pożyczkowych w Galicyi (1875)
- O kompetencyi ustawodawczej w sprawach kultury krajowej (1877)
- Urządzenia gminne i patrymonialne w dawnej Polsce (1878)
- Skorowidz dóbr tabularnych w Galicyi z Wielkiem Ks. Krakowskiem (1890)
- Prawne stosunki własności tabularnej w Galicyi (1891)
- Własność tabularna w Galicyi (1891)
- O rządowym projekcie reformy wyborczej (1894)
- O reformie agrarnej (1897)
- Stosunki własności i posiadania (1898)
- Podręcznik statystyki Galicyi (1900)